# Erik Hedemann-Gade
Erik Hedemann-Gade, född 25 oktober 1882 i Börringe församling, Malmöhus län, död 29 september 1977 i Stockholm, var en svensk jägmästare.
Erik Hedemann-Gade var son till försäkringsinspektören Wilhelm Theodor Hedemann-Gade och halvbror till Hakon Hedemann-Gade. Efter mogenhetsexamen i Lund 1900 utexaminerades han från Skogsinstitutet 1906 och blev extra jägmästare 1907. Hedemann-Gade inträdde därpå i statstjänst som assistent i Grönbo och Örebro revir, som överjägmästarassistent i Bergslagsdistriktet 1911–1915 och som skogstaxator där 1916–1917. År 1918 utnämndes han till länsjägmästare i Stockholms län, där han nedlade ett intensivt och fruktbärande arbete på att förbättra de enskilda skogarna. Hedemann-Gades togs flera gånger i anspråk för utredningar och offentliga uppdrag, bland annat som delegerad vid internationella skogskonferensen i Rom 1926 och som ledamot i 1927 års jordbruksfastighets- och skogskreditkommitté. Han var från 1917 styrelseledamot i Svenska skogsvårdsföreningen, var sekreterare i Stockholms jägmästarklubb 1919–1944 samt vice ordförande i Riksföreningen för naturvärn 1938–1940. Hedemann-Gade var en flitig skribent inom sitt fackområde och publicerade ett åttiotal broschyrer och uppsatser, särskilt rörande skogslagstiftningsfrågor och skogsvårdsåtgärder. Han blev 1945 ledamot av Lantbruksakademien.